# Bukit Lhorambong
Bukit Lhorambong är en kulle i Indonesien.   Den ligger i provinsen Aceh, i den västra delen av landet, 1 700 km nordväst om huvudstaden Jakarta. Toppen på Bukit Lhorambong är 229 meter över havet.
Terrängen runt Bukit Lhorambong är varierad.Runt Bukit Lhorambong är det tätbefolkat, med 276 invånare per kvadratkilometer. Närmaste större samhälle är Lhokseumawe, 18,1 km nordost om Bukit Lhorambong. I omgivningarna runt Bukit Lhorambong växer i huvudsak städsegrön lövskog.